# پالادیم(II) یدید
پالادیوم(II) یدید یک ترکیب معدنی از پالادیوم و یداست. این محصول به صورت تجاری در دسترس است. اگر چه برمید پالادیم کمتر از کلرید پالادیوم معمول است.